# Spatial Data Transfer Standard
Der Spatial Data Transfer Standard (SDTS) ist ein vom United States Geological Survey (USGS) geschaffenes Containerdatenformat für Geoinformationen, in dem alle vom USGS vorgehaltenen Informationen gespeichert werden können. Eine SDTS-Datei enthält Informationen über die in ihr gespeicherten Daten, so dass entsprechende Anzeigeprogramme alle Parameter für eine sinnvolle Darstellung der Daten ermitteln können.